# Horst Buchholz
Horst Buchholz (Neukölln, barrio de Berlín, 4 de diciembre de 1933 - Berlín, 3 de marzo de 2003), registrado al nacer como Horst Werner Buchholz, fue un actor alemán, recordado por su actuación en la película Los siete magníficos o la serie española Réquiem por Granada. Trabajó en más de sesenta películas durante su carrera entre 1952 y 2002

## Biografía

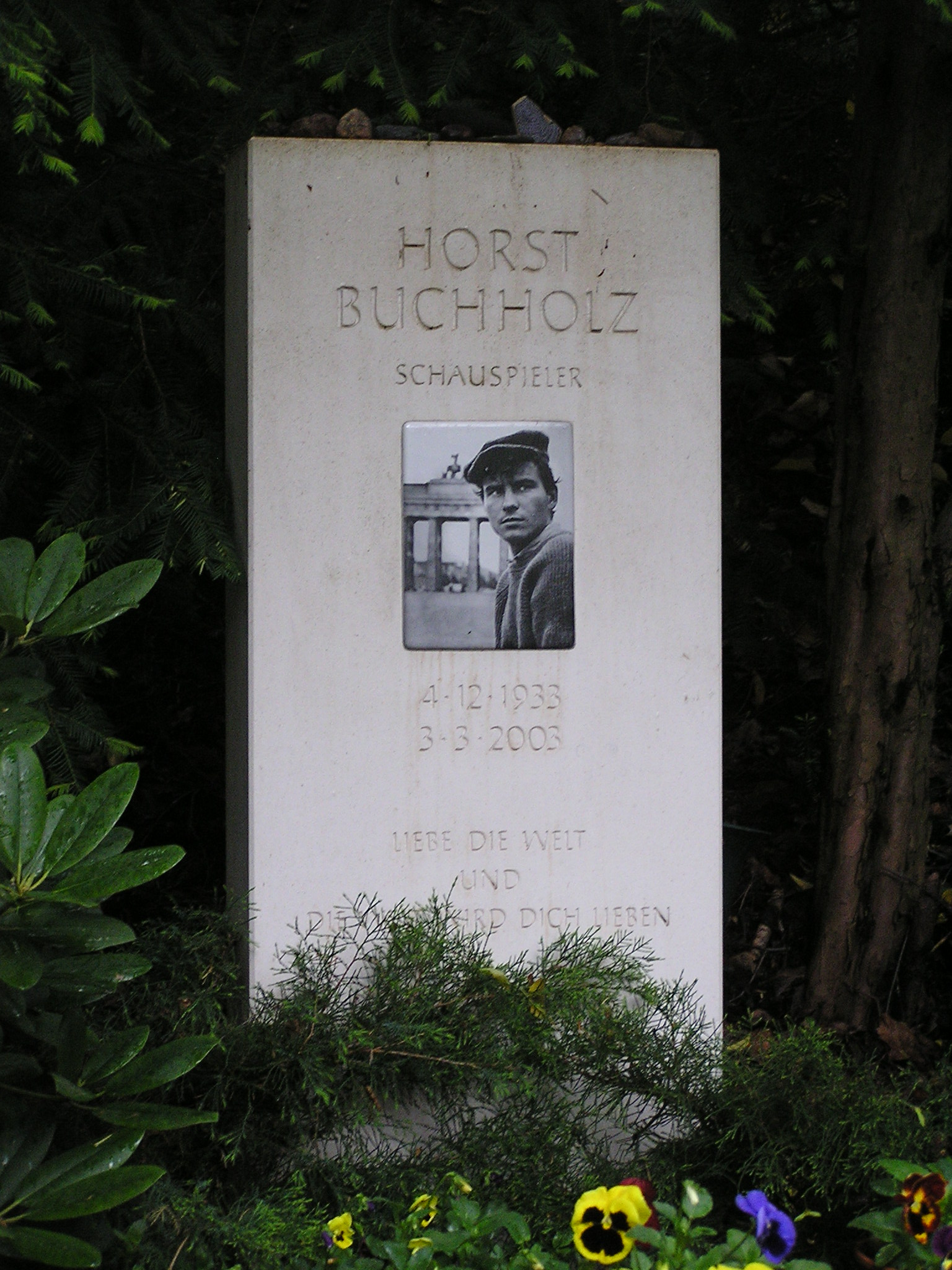
Tumba de Horst Buchholz, en Berlín.

Buchholz nació en Neukölln, un barrio de Berlín, y era hijo de un zapatero. Durante la Segunda Guerra Mundial fue evacuado a Silesia y al final de la guerra vivió en una casa de acogida en Checoslovaquia, y regresó a Berlín en cuanto pudo. Apenas terminó su educación, buscó trabajo en el teatro, donde debutó en 1949. Pronto abandonó su casa natal para trabajar en Berlín Oeste, donde comenzó a trabajar en el Teatro Schiller, en la radio o en pequeños trabajos de doblaje a partir de 1952. 
Obtuvo un papel medianamente importante en Marianne de Ma Jeunesse (1954), dirigido por Julien Duvivier. Alcanzó reconocimiento al ganar el premio al mejor actor en el Festival de Cannes por su trabajo en el filme Himmel ohne Sterne. Su aspecto físico le posibilitó trabajar en filmes como Die Halbstarken (1956) o Las confesiones del estafador Felix Krull (1957), en la que fue protagonista y fue dirigido por Kurt Hoffmann, que se había basado en la novela de Thomas Mann. A raíz de ello comenzó a aparecer en películas extranjeras a partir de 1959, como la producción británica Tiger Bay. Así trabajó en Los siete magníficos (1960) o Uno, dos, tres (1961), de Billy Wilder.[cita requerida]
Actor versátil, trabajó en comedias, películas de terror, bélicas y otros géneros a lo largo de la década de 1960: la calidad de las películas en las que participó disminuyó a partir de mediados de los años 1970, con trabajos para televisión como Réquiem por Granada, en 1990.[cita requerida]
Falleció de neumonía, que desarrolló tras una intervención quirúrgica necesaria para una fractura femoral a la edad de sesenta y nueve años, en Berlín, y fue enterrado allí, en el Waldfriedhof Dahlem.[cita requerida]

## Filmografía destacada
- Las confesiones del estafador Felix Krull
- La bahía del tigre (1959)
- The Magnificent Seven (1960)
- Uno, dos, tres (1961)
- Fanny (1961)
- Estambul 65 (1965)
- Cervantes (1967)
- El Gran Vals, de Andrew L. Stone (1972)
- Dead of Night (1977)
- De Dunkerke a la Victoria (1979)
- Sahara (1983)
- Y los violines dejaron de tocar (1988)
- Réquiem por Granada (1991)
- La vida es bella (1997)